# Sumbawanga
Sumbawanga è una città situata in Tanzania occidentale. È il capoluogo della regione di Rukwa. Gli abitanti sono circa 150.000 (2002). Molti degli abitanti di Sumbawanga sono Fipa, così chiamati per la lingua parlata. Il nome della città è traducibile letteralmente come "Attraverso la via sei benedetto" che può provenire da superstizioni locali o da pratiche relative agli sciamanesimo, di cui ci sono ancora praticanti nelle regioni intorno all'altopiano. La città possiede il più grande ospedale della regione, il Rukwa General Hospital (finanziato dal governo) e il più piccolo ospedale Dr. Atiman, amministrato e gestito dalla diocesi cattolica di Sumbawanga.

## Economia
La città agisce come centro di approvvigionamento e di commercio per la provincia di Rukwa e alcune agenzie di governo si trovano qui, in particolare il dipartimento trasporti per la regione oltre ai centri conferenze Libori e moravo. Un mercato di modeste dimensioni è situato nel centro della città, dove si possono trovare prodotti locali, cioè mais, frutta, pollame e pesce. Molti importanti beni di plastica ed elettronici sono disponibili quanto le biciclette e i pezzi di ricambio.
L'economia locale è in gran parte dipendente dall'agricoltura e da piccole imprese locali ma attualmente l'industria è molto limitata. È previsto un grande miglioramento se il collegamento regionale a Mbeya sarà disponibile per tutte le stagioni, in quanto attualmente è compromesso dalla stagione delle piogge.

## Infrastrutture e trasporti
La città è raggiungibile in autobus da Mbeya che è collegata via treno verso sud a Kapiri Mposhi, in Zambia e a Dar es Salaam, e verso nord a Mpanda.

## Amministrazione

### Gemellaggi
- Tifariti, Sahara Occidentale

## Sumbawanga nella cultura di massa
- Nell'universo immaginario di Harry Potter, Sumbawanga è la città natale della squadra di Quidditch professionale dei Sumbawanga Sunrays.